# Brabham BT18

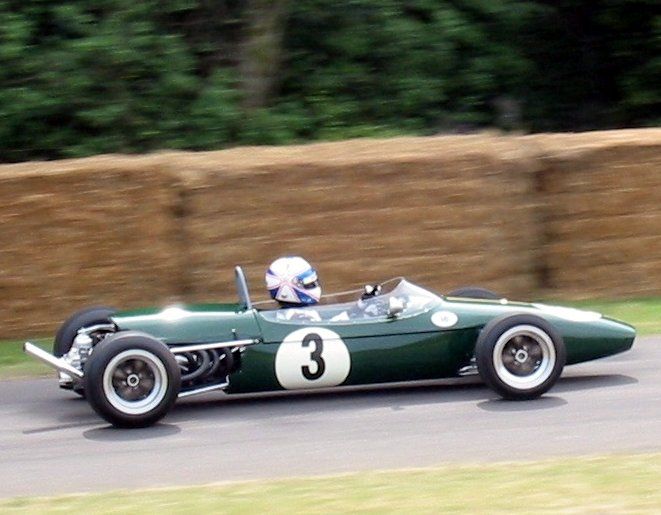
Brabham BT18 am Goodwood Festival of Speed 2005

Der Brabham BT18 war ein Formel-Rennwagen, den Brabham Mitte der 1960er-Jahre baute. Die Bezeichnung BT stand für die Nachnamen von Jack Brabham und Ron Tauranac, der beiden Konstrukteure.

## Entwicklungsgeschichte
Der Vorläufer Brabham BT16 von 1965 hatte zu Anfang einen Cosworth SCA, BRM oder Holbay MAE-Motor. Am 20. März 1965 beim F2 GP von Silverstone, England, war er mit dem Honda-Triebwerk RA300E(F2) ausgerüstet. Mit 996,7 cm³ produzierte das Triebwerk 135 PS bei 10.000 min −1.
Der BT18 wurde als Formel-2 und Formel-3-Rennwagen konzipiert und die meisten Fahrzeuge dieses Typs kamen auch in diesen Rennserien zum Einsatz. 2 Fahrzeuge, F2-18-66 und F2-19-66, wurden durch das Brabham-Werksteam mit Honda-Triebwerken eingesetzt.
32 waren Formel-2 Rennwagen und als BT18A bezeichnet. 6 Exemplare waren für Privatteams mit einem Cosworth SCA-Motor ausgestattet. Eine spezielle Versionen BT18B von 8 Exemplaren wurde für die Honda Racing School mit Kentmotoren von Ford, für die 1966 kommende Formel Ford, ausgerüstet. Insgesamt wurden 46 Exemplare des BT18 (+A+B) produziert.
Der Wagen hatte einen Gitterrohrrahmen, der durch mittragende Bleche verstärkt war. Das Reglement schrieb ein Hubraumlimit von 1000 cm³ und ein Mindestgewicht von 420 kg vor. Als Motorenlieferant rüstete Honda 1965 und 1966 ausschließlich den Rennstall von Brabham mit einem 1000 cm³-Triebwerk aus.  1966 fuhren die Rennfahrer Jack Brabham und Denis Hulme mit dem Brabham-Honda BT18 insgesamt 11 Siege bei 12 Rennen ein. Jack Brabham gewann im selben Jahr die Formel-2-Meisterschaft und Denis Hulme die Formel-2-Vize-Meisterschaft. Mit 994 cm³ produzierte das RA302E(F2) Triebwerk 150 PS bei 11.000 min −1.

## Rennergebnisse
Brabham BT18 – Honda RA302E(F2)
| Fahrer               | Nr.                  | 1                      | 2                      | 3           | 4          | 5         | 6       | 7                      | 8          | 9          | 10          | 11          | 12      | 13        | 14       | 15         | 16                     | 17         | 18         | 19          | 20                     | Punkte | Rang |
| -------------------- | -------------------- | ---------------------- | ---------------------- | ----------- | ---------- | --------- | ------- | ---------------------- | ---------- | ---------- | ----------- | ----------- | ------- | --------- | -------- | ---------- | ---------------------- | ---------- | ---------- | ----------- | ---------------------- | ------ | ---- |
|                      |                      | Vereinigtes Konigreich | Vereinigtes Konigreich | Deutschland | Frankreich | Spanien   | Belgien | Vereinigtes Konigreich | Frankreich | Frankreich | Deutschland | Deutschland | Italien | Schweden  | Finnland | Frankreich | Vereinigtes Konigreich | Frankreich | Frankreich | Deutschland | Vereinigtes Konigreich |        |      |
| Formel-2 Saison 1966 | Formel-2 Saison 1966 | Oulton Park            | Goodwood               | Nürburgring | Pau        | Barcelona | Limberg | Crystal Palace         | Reims      | Rouen      | Solitude    | Nürburgring | Enna    | Karlskoga | Keimola  | Montlhéry  | Oulton Park            | Le Mans    | Albi       | Hockenheim  | Brands Hatch           |        |      |
| Jack Brabham         | 3                    | Abgesagt               | 1                      | 1           | 1          |           | 1       | 1                      | 1          | DNF        |             |             |         | 1         | 1        | 1          |                        | DNF        | 1          |             | 2                      | 36     | 1.   |
| Denis Hulme          | 4                    | Schneefall             | 2                      | 2           | 3          |           | 2       | 2                      | DNF        | 1          |             |             |         | 2         | 2        | 3          |                        | 1          |            |             |                        | 28     | 2.   |
| Chris Irwin          | 4                    |                        |                        |             |            |           |         |                        |            |            |             |             |         |           |          |            |                        |            | 3          |             | DNF                    | 4      | 12.  |

| Legende  | Legende            | Legende                                                          |
| Farbe    | Abkürzung          | Bedeutung                                                        |
| -------- | ------------------ | ---------------------------------------------------------------- |
| Gold     | –                  | Sieg                                                             |
| Silber   | –                  | 2. Platz                                                         |
| Bronze   | –                  | 3. Platz                                                         |
| Grün     | –                  | Platzierung in den Punkten                                       |
| Blau     | –                  | Klassifiziert außerhalb der Punkteränge                          |
| Violett  | DNF                | Rennen nicht beendet (did not finish)                            |
| Violett  | NC                 | nicht klassifiziert (not classified)                             |
| Rot      | DNQ                | nicht qualifiziert (did not qualify)                             |
| Rot      | DNPQ               | in Vorqualifikation gescheitert (did not pre-qualify)            |
| Schwarz  | DSQ                | disqualifiziert (disqualified)                                   |
| Weiß     | DNS                | nicht am Start (did not start)                                   |
| Weiß     | WD                 | zurückgezogen (withdrawn)                                        |
| Hellblau | PO                 | nur am Training teilgenommen (practiced only)                    |
| Hellblau | TD                 | Freitags-Testfahrer (test driver)                                |
| ohne     | DNP                | nicht am Training teilgenommen (did not practice)                |
| ohne     | INJ                | verletzt oder krank (injured)                                    |
| ohne     | EX                 | ausgeschlossen (excluded)                                        |
| ohne     | DNA                | nicht erschienen (did not arrive)                                |
| ohne     | C                  | Rennen abgesagt (cancelled)                                      |
| ohne     | keine WM-Teilnahme |                                                                  |
| sonstige | P/fett             | Pole-Position                                                    |
| sonstige | 1/2/3/4/5/6/7/8    | Punktplatzierung im Sprint-/Qualifikationsrennen                 |
| sonstige | SR/kursiv          | Schnellste Rennrunde                                             |
| sonstige | *                  | nicht im Ziel, aufgrund der zurückgelegten Distanz aber gewertet |
| sonstige | ()                 | Streichresultate                                                 |
| sonstige | unterstrichen      | Führender in der Gesamtwertung                                   |